# 코파 델 레이
스페인 선수권-국왕 폐하의 컵(스페인어: Campeonato de España–Copa de Su Majestad el Rey)은 줄여서 흔히 국왕컵(스페인어: Copa del Rey)이나 줄여서 컵대회(스페인어: La Copa)으로 불리며, 1939년부터 1976년까지는 대장군컵(스페인어: Copa del Generalísimo)로 불렸던 연간 토너먼트 방식으로 진행되는 스페인의 축구 대회로, 스페인 왕립 축구 연맹이 주관한다.
이 대회는 1903년에 처음 실시하였으며, 그에 따라 스페인 역사상 가장 오래된 축구 대회이다. 이 대회는 세계에서 가장 명성 높은 국가 컵 대회로 손꼽히기도 한다. 코파 델 레이 우승을 거둔 구단은 이듬해 UEFA 유로파리그 진출권을 획득하게 된다. 만약, 우승을 거둔 구단이 이미 우수한 리그 성적으로 유럽대항전 진출권을 확보한 경우, 유로파리그 진출권은 유럽대항전 진출권을 아직 획득하지 못한 리그의 차상위 순위 구단에게 돌아간다.(2014년까지 우승을 거둔 구단이 유럽대항전 진출권을 확보한 경우에는 우수한 리그 성적으로 진출권을 확보한 경우가 아니면 대회 준우승 구단에게 진출권을 주었었다.)
가장 최근에 우승한 구단은 베티스로 세비야의 라 카르투하에서 열린 2022년 결승전에서 발렌시아를 접전 끝에 승부차기로 이기고 통산 3번째 우승을 거두었다. 바르셀로나는 이 대회를 가장 많이 우승한 구단으로, 총 31번의 우승을 거두었다. 아틀레틱 빌바오는 그 다음으로 많은 대회 우승을 거두었는데, 총 24번 정상에 올랐다. 세 번째로 많은 우승을 거둔 레알 마드리드의 우승 횟수는 19번이다.

## 역사
1902년, 후안 데 아스토르키아 빌바오 축구단 회장과 훗날 레알 마드리드 회장이 되는 카를로스 파드로스가 스페인 국왕 알폰소 13세의 즉위를 축하하기 위해 대회를 열 것을 건의하면서 즉위컵(Copa de la Coronación)의 명칭으로 대회가 개최되었다. 4개의 다른 구단이 마드리드 축구단과 함께 대회를 출전했다: 바르셀로나, 에스파뇰 축구단, 마드리드 신 축구단, 그리고 비스카야 빌바오(체육단과 빌바오 축구단의 선수로 구성) 비스카야 빌바오는 결승전에서 마드리드 축구단을 이겼다. 우승컵은 현재 아틀레틱 빌바오의 박물관에 보관중이며, 자신의 수상 명단 맨 위쪽에 기록되어 있다. 이에도 불구하고, 이 대회는 코파 델 레이가 생기기 전의 대회로 따진다. 따라서, 스페인 왕립 축구 연맹은 이 대회 우승을 정식 우승으로 인정하지 않았다.
코파 델 레이는 1903년부터 진행된 스페인의 전국 선수권 대회로 (초대 대회 우승은 후안 데 아스토르키아가 주장 겸 회장인 아틀레틱 빌바오가 우승했다) 1928년에 리그 선수권 대회(Campeonato de Liga)가 출범하기 전까지 이 위상을 유지했다. 처음에는 마드리드 시의회의 컵(Copa del Ayuntamiento de Madrid)으로 불리기도 했다. 1905년부터 1932년까지 공식 명칭은 알폰소 13세 국왕 폐하의 컵(Copa de Su Majestad El Rey Alfonso XIII)이었고, 스페인 제2공화국 시절에는 공화국 대통령의 컵(Copa del Presidente de la República)이나 스페인 컵(Copa de España)으로 불렸고, 프란시스코 프랑코가 철권통치하던 스페인국 시절에는 대장군 각하의 컵(Copa de Su Excelencia El Generalísimo) 혹은 대장군 컵(Copa del Generalísimo)으로 불렸다.
아틀레틱 빌바오는 1904년에 에스파뇰 마드리드가 제 시간에 경기장에 입장하지 못하면서 우승자로 처리되었다. 1910년과 1913년에는 두 경쟁 연맹인 스페인 축구단 조합(Unión Española de Clubs de Fútbol)과 스페인 축구 연맹(Federación Española de Fútbol)이 각자 UECF컵(Copa UECF)과 FEF컵(Copa FEF)을 개최하였다. 1937년, 스페인 내전 발발 당시, 스페인의 공화파 점령지의 구단은 자유 스페인 컵(Copa de la España Libre) 대회에 참가했는데, 레반테가 같은 연고지의 경쟁 구단 발렌시아를 결승전에서 1-0으로 이겼다. 비록 2007년에 스페인 하원은 스페인 왕립 축구 연맹에게 레반테의 코파 델 레이 우승 기록 인정을 촉구했으나, 스페인 축구의 행정 부서는 아직도 인정할 것인지 결정을 내리지 않았다.
1902년 대회를 인정할 지에 대한 논쟁으로 인해, 2009년에 바르셀로나가 25번째 우승을 거두기 전까지 최다 우승 구단에 대한 논란의 논쟁이 계속되었다. 바르셀로나는 30번의 대회 우승으로 최다 우승 구단으로 기록되어 있으며, 아틀레틱 빌바오는 2번째로 많은 우승을 했는데, 출처에 따라 24번이나 25번 우승으로 기록되어 있다.
라 리가가 1929년에 출범하기 전, 이 대회는 전국 선수권 대회로 간주되어 왔다. 참가하는 선수단은 지역 리그 성적에 따라 결정되었기 때문이다. 시간이 지나면서, 조별 리그 시행과 같은 다양한 대회 진행 방식이 사용되어 왔다. 하부 리그에 참가하는 프로 구단의 2군은 1990년 이전까지 참가가 허용되었다. 몇 년 동안, 1부, 2부 A, 2부 B 23개 구단, 그리고 3부 우승 17개 구단(우승 구단이 프로 구단의 2군일 경우 준우승 구단)이 참가할 자격이 주어져 83개 구단이 참가하는 대회가 되었다. 2019-20 시즌을 앞두고 참가 규정이 개정되면서 참가 구단 수가 125개로 늘어났는데, 5부 리그인 지역 리그의 우승 구단도 참가하게 되었다.
하부 리그 구단들이 참가하는 모든 예선 토너먼트 단계에서 단판 승부를 치르는 것으로 되어 있으며, 다수의 상위 구단은 1라운드에서 합류하며,(수페르코파 데 에스파냐에 참가하는 4개 구단은 32강인 3라운드부터 참가한다) 준결승전을 제외하고 모두 안방과 원정에서 번갈아 경기를 치른다. 이는 2019-20 시즌 개정에 따른 변화로, 이전에는 상위 구단들은 32강인 4라운드부터 참가했다. 결승전에서는 중립 구장에 양 구단이 맞붙어 단판 승부를 벌인다.
우승 구단은 그 다음 시즌의 수페르코파 데 에스파냐와 UEFA 유로파리그 참가 자격이 주어진다. 예전에 대회를 우승한 구단이 리그도 석권했을 경우 준우승 구단도 수페르코파에 참가했었으나(비록 몇몇의 경우에는 2관왕에게 자동으로 수페르코파 우승을 수여한 경우도 있었다) 2019-20 시즌을 기점으로, 전 대회 코파 델 레이 준우승 구단도 우승 구단과 마찬가지로 수페르코파 참가 자격이 주어진다.

## 트로피
대회 역사를 통틀어, 현재까지 12개의 진품 트로피가 있는데, 진품 트로피는 3번 연속 우승하거나, 통산 5번의 우승을 거둔 경우, 그리고 특별한 사유가 있는 경우에 소유할 자격이 주어졌다. 따라서 바르셀로나가 5개의 진품 트로피를 소장하고 있고, 아틀레틱 빌바오도 3개, 레알 마드리드도 1개(1936년의 마지막 공화국 컵) 보관하고 있다. 아틀레틱은 초대 우승 구단으로서 첫 진품 트로피를 보관하고 있으며, 세비야는 1939년에 첫 대장군 트로피(Trofeo del Generalísimo) 초대 우승 구단으로 보관하고 있고, 프란시스코 프랑코가 사망한 이듬해인 1976년에 우승한 아틀레티코 마드리드가 11번째 진품 트로피를 보관하고 있다.
2010년 12월 22일, 스페인 왕립 축구 연맹의 임시총회에서 세비야가 남아프리카 공화국에서 스페인 국가대표팀이 2010 월드컵을 우승한 기념으로 연맹에 2010년 우승으로 획득한 트로피의 소장해도 되는지 허락을 요청했다.
새 트로피는 마드리드 세공사 페데리코 알레그레가 만들었다. 새로 만들어진 은제 트로피는 질량이 15kg이며 길이가 75cm이다. 2011년 4월 21일, 레알 마드리드가 새 트로피를 받은 첫 선수단이 되었다. 우승 뒤풀이에서, 레알 마드리드 선수 세르히오 라모스가 실수로 2층 버스에서 떨어뜨렸고, 그 트로피 위로 차량이 지나가 박살이 났다. 공무원들이 시벨레스 광장에서 파편 10조각을 회수하였다. 구단은 산티아고 베르나베우에 복제본을 전시하고 있다.

## 결승전 목록
| 칼표 | 연장전 끝에 승부가 갈린 경기   |
| *    | 승부차기 끝에 승부가 갈린 경기 |
| &    | 재경기 끝에 승부가 갈린 경기   |

| 시즌      | 우승                        | 점수                        | 준우승                      | 장소                         | 관중 수                     |
| --------- | --------------------------- | --------------------------- | --------------------------- | ---------------------------- | --------------------------- |
| 1903      | 아틀레틱 빌바오             | 3–2                         | 마드리드 축구단             | 마드리드 이포드로모          |                             |
| 1904      | 아틀레틱 빌바오             | 치르지 않음[A]              | 에스파뇰 마드리드           | 마드리드 티로 델 피촌        |                             |
| 1905      | 마드리드 축구단             | 1–0                         | 아틀레틱 빌바오             | 마드리드 티로 델 피촌        |                             |
| 1906      | 마드리드 축구단             | 4–1                         | 아틀레틱 빌바오             | 마드리드 이포드로모          |                             |
| 1907      | 마드리드 축구단             | 1–0                         | 비스카야 빌바오             | 마드리드 이포드로모          | 6,000                       |
| 1908      | 마드리드 축구단             | 2–1                         | 레알 비고 스포르팅          | 마드리드 오도넬              | 4,000                       |
| 1909      | 레알 소시에다드[B]          | 3–1                         | 에스파뇰 마드리드           | 마드리드 오도넬              |                             |
| 1910 UECF | 아틀레틱 빌바오             | 1–0[D]                      | 레알 소시에다드[C]          | 산 세바스티안 온다레타       |                             |
| 1910 FEF  | 바르셀로나                  | 3–2                         | 에스파뇰 마드리드           | 마드리드 티로 델 피촌        |                             |
| 1911      | 아틀레틱 빌바오             | 3–1                         | 에스파뇰                    | 게초 홀라세타                |                             |
| 1912      | 바르셀로나                  | 2–0                         | 소시에다드 힘나스티카       | 바르셀로나 라 인두스트리아   |                             |
| 1913 UECF | 바르셀로나                  | 2–1&[F]                     | 레알 소시에다드             | 바르셀로나 라 인두스트리아   |                             |
| 1913 FEF  | 라싱 이룬                   | 1–0&[E]                     | 아틀레틱 빌바오             | 마드리드 오도넬              |                             |
| 1914      | 아틀레틱 빌바오             | 2–1                         | 에스파냐 바르셀로나         | 이룬 코스토르베              |                             |
| 1915      | 아틀레틱 빌바오             | 5–0                         | 에스파뇰                    | 이룬 아무테                  | 5,000                       |
| 1916      | 아틀레틱 빌바오             | 4–0                         | 마드리드 축구단             | 바르셀로나 라 인두스트리아   | 6,000                       |
| 1917      | 마드리드 축구단             | 2–1&[G]                     | 아레나스 게초               | 바르셀로나 라 인두스트리아   | 2,500                       |
| 1918      | 레알 우니온                 | 2–0                         | 마드리드 축구단             | 마드리드 오도넬              |                             |
| 1919      | 아레나스 게초               | 5–2                         | 바르셀로나                  | 마드리드 마르티네스 캄포스   |                             |
| 1920      | 바르셀로나                  | 2–0                         | 아틀레틱 빌바오             | 히혼 엘 몰리논               | 10,000                      |
| 1921      | 아틀레틱 빌바오             | 4–1                         | 아틀레틱 마드리드           | 빌바오 산 마메스             | 15,000                      |
| 1922      | 바르셀로나                  | 5–1                         | 레알 우니온                 | 비고 코이아                  | 12,000                      |
| 1923      | 아틀레틱 빌바오             | 1–0                         | 에우로파                    | 바르셀로나 레스 코르츠       | 30,000                      |
| 1924      | 레알 우니온                 | 1–0                         | 레알 마드리드               | 산 세바스티안 아토차         |                             |
| 1925      | 바르셀로나                  | 2–0                         | 아레나스 게초               | 세비야 레이나 빅토리아       | 6,000                       |
| 1926      | 바르셀로나                  | 3–2                         | 아틀레틱 마드리드           | 발렌시아 메스타야            | 17,000                      |
| 1927      | 레알 우니온                 | 1–0                         | 아레나스 게초               | 사라고사 토레로              | 16,000                      |
| 1928      | 바르셀로나                  | 3–1&[H]                     | 레알 소시에다드             | 산탄데르 엘 사르디네로       | 18,000                      |
| 1928–29   | 에스파뇰                    | 2–1                         | 레알 마드리드               | 발렌시아 메스타야            | 25,000                      |
| 1930      | 아틀레틱 빌바오             | 3–2                         | 레알 마드리드               | 바르셀로나 몬주이크          | 63,000                      |
| 1931      | 아틀레틱 빌바오             | 3–1                         | 베티스                      | 마드리드 차마르틴            | 20,000                      |
| 1932      | 아틀레틱 빌바오             | 1–0                         | 바르셀로나                  | 마드리드 차마르틴            | 25,000                      |
| 1933      | 아틀레틱 빌바오             | 2–1                         | 마드리드                    | 바르셀로나 몬주이크          | 60,000                      |
| 1934      | 마드리드                    | 2–1                         | 발렌시아                    | 바르셀로나 몬주이크          | 46,000                      |
| 1935      | 세비야                      | 3–0                         | 사바델                      | 마드리드 차마르틴            | 15,000                      |
| 1936      | 마드리드                    | 2–1                         | 바르셀로나                  | 발렌시아 메스타야            | 22,000                      |
| 1937–1938 | 스페인 내전으로 열리지 않음 | 스페인 내전으로 열리지 않음 | 스페인 내전으로 열리지 않음 | 스페인 내전으로 열리지 않음  | 스페인 내전으로 열리지 않음 |
| 1939      | 세비야                      | 6–2                         | 라싱 페롤                   | 바르셀로나 몬주이크          | 60,000                      |
| 1940      | 에스파뇰                    | 3–2                         | 레알 마드리드               | 마드리드 캄포 데 바예카스    | 20,000                      |
| 1941      | 발렌시아                    | 3–1                         | 에스파뇰                    | 마드리드 차마르틴            | 23,000                      |
| 1942      | 바르셀로나                  | 4–3                         | 아틀레티코 빌바오           | 마드리드 차마르틴            | 30,000                      |
| 1943      | 아틀레티코 빌바오           | 1–0                         | 레알 마드리드               | 마드리드 메트로폴리타노      | 50,000                      |
| 1944      | 아틀레티코 빌바오           | 2–0                         | 발렌시아                    | 바르셀로나 몬주이크          | 65,000                      |
| 1944–45   | 아틀레티코 빌바오           | 3–2                         | 발렌시아                    | 바르셀로나 몬주이크          | 55,000                      |
| 1946      | 레알 마드리드               | 3–1                         | 발렌시아                    | 바르셀로나 몬주이크          | 60,000                      |
| 1947      | 레알 마드리드               | 2–0                         | 에스파뇰                    | 라 코루냐 리아소르           | 30,000                      |
| 1947–48   | 세비야                      | 4–1                         | 셀타 비고                   | 마드리드 누에보 차마르틴     | 55,000                      |
| 1948–49   | 발렌시아                    | 1–0                         | 아틀레티코 빌바오           | 마드리드 누에보 차마르틴     | 70,000                      |
| 1949–50   | 아틀레티코 빌바오           | 4–1                         | 바야돌리드                  | 마드리드 누에보 차마르틴     | 80,000                      |
| 1951      | 바르셀로나                  | 3–0                         | 레알 소시에다드             | 마드리드 누에보 차마르틴     | 75,000                      |
| 1952      | 바르셀로나                  | 4–2                         | 발렌시아                    | 마드리드 누에보 차마르틴     | 80,000                      |
| 1952–53   | 바르셀로나                  | 2–1                         | 아틀레티코 빌바오           | 마드리드 누에보 차마르틴     | 67,145                      |
| 1954      | 발렌시아                    | 3–0                         | 바르셀로나                  | 마드리드 누에보 차마르틴     | 110,000                     |
| 1955      | 아틀레티코 빌바오           | 1–0                         | 세비야                      | 마드리드 산티아고 베르나베우 | 100,000                     |
| 1956      | 아틀레티코 빌바오           | 2–1                         | 아틀레티코 마드리드         | 마드리드 산티아고 베르나베우 | 125,000                     |
| 1957      | 바르셀로나                  | 1–0                         | 에스파뇰                    | 바르셀로나 몬주이크          | 75,000                      |
| 1958      | 아틀레티코 빌바오           | 2–0                         | 레알 마드리드               | 마드리드 산티아고 베르나베우 | 100,000                     |
| 1958–59   | 바르셀로나                  | 4–1                         | 그라나다                    | 마드리드 산티아고 베르나베우 | 90,000                      |
| 1959–60   | 아틀레티코 마드리드         | 3–1                         | 레알 마드리드               | 마드리드 산티아고 베르나베우 | 100,000                     |
| 1960–61   | 아틀레티코 마드리드         | 3–2                         | 레알 마드리드               | 마드리드 산티아고 베르나베우 | 120,000                     |
| 1961–62   | 레알 마드리드               | 2–1                         | 세비야                      | 마드리드 산티아고 베르나베우 | 90,000                      |
| 1962–63   | 바르셀로나                  | 3–1                         | 사라고사                    | 바르셀로나 캄 노우           | 90,000                      |
| 1963–64   | 사라고사                    | 2–1                         | 아틀레티코 마드리드         | 마드리드 산티아고 베르나베우 | 75,000                      |
| 1964–65   | 아틀레티코 마드리드         | 1–0                         | 사라고사                    | 마드리드 산티아고 베르나베우 | 90,000                      |
| 1965–66   | 사라고사                    | 2–0                         | 아틀레티코 빌바오           | 마드리드 산티아고 베르나베우 | 95,000                      |
| 1966–67   | 발렌시아                    | 2–1                         | 아틀레티코 빌바오           | 마드리드 산티아고 베르나베우 | 100,000                     |
| 1967–68   | 바르셀로나                  | 1–0                         | 레알 마드리드               | 마드리드 산티아고 베르나베우 | 100,000                     |
| 1969      | 아틀레티코 빌바오           | 1–0                         | 엘체                        | 마드리드 산티아고 베르나베우 | 120,000                     |
| 1969–70   | 레알 마드리드               | 3–1                         | 발렌시아                    | 바르셀로나 캄 노우           | 80,000                      |
| 1970–71   | 바르셀로나                  | 4–3                         | 발렌시아                    | 마드리드 산티아고 베르나베우 | 100,000                     |
| 1971–72   | 아틀레티코 마드리드         | 2–1                         | 발렌시아                    | 마드리드 산티아고 베르나베우 | 100,000                     |
| 1972–73   | 아틀레틱 빌바오             | 2–0                         | 카스테욘                    | 마드리드 비센테 칼데론       | 64,200                      |
| 1973–74   | 레알 마드리드               | 4–0                         | 바르셀로나                  | 마드리드 비센테 칼데론       | 48,000                      |
| 1974–75   | 레알 마드리드               | 0–0*[I]                     | 아틀레티코 마드리드         | 마드리드 비센테 칼데론       | 60,000                      |
| 1975–76   | 아틀레티코 마드리드         | 1–0                         | 사라고사                    | 마드리드 산티아고 베르나베우 | 80,000                      |
| 1976–77   | 베티스                      | 2–2*[J]                     | 아틀레틱 빌바오             | 마드리드 비센테 칼데론       | 70,000                      |
| 1977–78   | 바르셀로나                  | 3–1                         | 라스 팔마스                 | 마드리드 산티아고 베르나베우 | 60,000                      |
| 1978–79   | 발렌시아                    | 2–0                         | 레알 마드리드               | 마드리드 비센테 칼데론       | 70,000                      |
| 1979–80   | 레알 마드리드               | 6–1                         | 카스티야‡‡                  | 마드리드 산티아고 베르나베우 | 65,000                      |
| 1980–81   | 바르셀로나                  | 3–1                         | 스포르팅 히혼               | 마드리드 비센테 칼데론       | 50,000                      |
| 1981–82   | 레알 마드리드               | 2–1                         | 스포르팅 히혼               | 바야돌리드 호세 소리야       | 30,000                      |
| 1982–83   | 바르셀로나                  | 2–1                         | 레알 마드리드               | 사라고사 라 로마레다         | 35,000                      |
| 1983–84   | 아틀레틱 빌바오             | 1–0                         | 바르셀로나                  | 마드리드 산티아고 베르나베우 | 100,000                     |
| 1984–85   | 아틀레티코 마드리드         | 2–1                         | 아틀레틱 빌바오             | 마드리드 산티아고 베르나베우 | 85,000                      |
| 1985–86   | 사라고사                    | 1–0                         | 바르셀로나                  | 마드리드 비센테 칼데론       | 45,000                      |
| 1986–87   | 레알 소시에다드             | 2–2*[K]                     | 아틀레티코 마드리드         | 사라고사 라 로마레다         | 37,000                      |
| 1987–88   | 바르셀로나                  | 1–0                         | 레알 소시에다드             | 마드리드 산티아고 베르나베우 | 70,000                      |
| 1988–89   | 레알 마드리드               | 1–0                         | 바야돌리드                  | 마드리드 비센테 칼데론       | 30,000                      |
| 1989–90   | 바르셀로나                  | 2–0                         | 레알 마드리드               | 발렌시아 루이스 카사노바     | 44,240                      |
| 1990–91   | 아틀레티코 마드리드         | 1–0                         | 마요르카                    | 마드리드 산티아고 베르나베우 | 60,000                      |
| 1991–92   | 아틀레티코 마드리드         | 2–0                         | 레알 마드리드               | 마드리드 산티아고 베르나베우 | 70,000                      |
| 1992–93   | 레알 마드리드               | 2–0                         | 사라고사                    | 발렌시아 루이스 카사노바     | 42,000                      |
| 1993–94   | 사라고사                    | 0–0*[L]                     | 셀타 비고                   | 마드리드 비센테 칼데론       | 60,000                      |
| 1994–95   | 데포르티보                  | 2–1[M]                      | 발렌시아                    | 마드리드 산티아고 베르나베우 | 95,000                      |
| 1995–96   | 아틀레티코 마드리드         | 1–0                         | 바르셀로나                  | 사라고사 라 로마레다         | 37,000                      |
| 1996–97   | 바르셀로나                  | 3–2                         | 베티스                      | 마드리드 산티아고 베르나베우 | 82,498                      |
| 1997–98   | 바르셀로나                  | 1–1*[N]                     | 마요르카                    | 발렌시아 메스타야            | 54,000                      |
| 1998–99   | 발렌시아                    | 3–0                         | 아틀레티코 마드리드         | 세비야 라 카르투하           | 45,000                      |
| 1999–2000 | 에스파뇰                    | 2–1                         | 아틀레티코 마드리드         | 발렌시아 메스타야            | 55,000                      |
| 2000–01   | 사라고사                    | 3–1                         | 셀타 비고                   | 세비야 라 카르투하           | 38,000                      |
| 2001–02   | 데포르티보                  | 2–1                         | 레알 마드리드               | 마드리드 산티아고 베르나베우 | 75,000                      |
| 2002–03   | 마요르카                    | 3–0                         | 레크레아티보                | 엘체 마르티네스 발레로       | 35,000                      |
| 2003–04   | 사라고사                    | 3–2                         | 레알 마드리드               | 바르셀로나 류이스 콤파니스   | 54,000                      |
| 2004–05   | 베티스                      | 2–1                         | 오사수나                    | 마드리드 비센테 칼데론       | 55,000                      |
| 2005–06   | 에스파뇰                    | 4–1                         | 사라고사                    | 마드리드 산티아고 베르나베우 | 78,000                      |
| 2006–07   | 세비야                      | 1–0                         | 헤타페                      | 마드리드 산티아고 베르나베우 | 80,000                      |
| 2007–08   | 발렌시아                    | 3–1                         | 헤타페                      | 마드리드 비센테 칼데론       | 54,000                      |
| 2008–09   | 바르셀로나                  | 4–1                         | 아틀레틱 빌바오             | 발렌시아 메스타야            | 50,000                      |
| 2009–10   | 세비야                      | 2–0                         | 아틀레티코 마드리드         | 바르셀로나 캄 노우           | 93,000                      |
| 2010–11   | 레알 마드리드               | 1–0                         | 바르셀로나                  | 발렌시아 메스타야            | 55,000                      |
| 2011–12   | 바르셀로나                  | 3–0                         | 아틀레틱 빌바오             | 마드리드 비센테 칼데론       | 54,850                      |
| 2012–13   | 아틀레티코 마드리드         | 2–1                         | 레알 마드리드               | 마드리드 산티아고 베르나베우 | 80,000                      |
| 2013–14   | 레알 마드리드               | 2–1                         | 바르셀로나                  | 발렌시아 메스타야            | 52,953                      |
| 2014–15   | 바르셀로나                  | 3–1                         | 아틀레틱 빌바오             | 바르셀로나 캄 노우           | 99,354                      |
| 2015–16   | 바르셀로나                  | 2–0                         | 세비야                      | 마드리드 비센테 칼데론       | 54,907                      |
| 2016–17   | 바르셀로나                  | 3–1                         | 알라베스                    | 마드리드 비센테 칼데론       | 45,000                      |
| 2017–18   | 바르셀로나                  | 5–0                         | 세비야                      | 마드리드 메트로폴리타노      | 62,623                      |
| 2018–19   | 발렌시아                    | 2–1                         | 바르셀로나                  | 세비야 베니토 비야마린       | 53,698                      |
| 2019–20   | 레알 소시에다드             | 1-0                         | 아틀레틱 빌바오             | 세비야 라 카르투하           | 0                           |
| 2020–21   | 바르셀로나                  | 4-0                         | 아틀레틱 빌바오             | 세비야 라 카르투하           | 0                           |
| 2021–22   | 베티스                      | 1–1*[O]                     | 발렌시아                    | 세비야 라 카르투하           | 53,387                      |
| 2022–23   | 레알 마드리드               | 2-1                         | 오사수나                    | 세비야 라 카르투하           | 55,579                      |
| 2023–24   | 아틀레틱 빌바오             | 1–1*[P]                     | 마요르카                    | 세비야 라 카르투하           | 57,619                      |
| 2024–25   | 바르셀로나                  | 3-2                         | 레알 마드리드               | 세비야 라 카르투하           |                             |

‡‡ 레알 마드리드의 2군. 2군 선수단은 1990-91 시즌부터 참가할 수 없게 되었다.

## 결승 진출 기록
| 순위 | 구단                  | 우승 | 준우승 | 결승 진출 | 우승 시즌 | 준우승 시즌 |
| ---- | --------------------- | ---- | ------ | --------- | --- | --- |
| 1    | 바르셀로나            | 32   | 11     | 43        | 1909-10, 1911-12, 1912-13, 1919-20, 1921-22, 1924-25, 1925-26, 1927-28, 1941-42, 1950-51, 1951-52, 1952-53, 1956-57, 1958-59, 1962-63, 1967-68, 1970-71, 1977-78, 1980-81, 1982-83, 1987-88, 1989-90, 1996-97, 1997-98, 2008-09, 2011-12, 2014-15, 2015-16, 2016-17, 2017-18, 2020-21, 2024-25 | 1918-19, 1931-32, 1935-36, 1953-54, 1973-74, 1983-84, 1985-86, 1995-96, 2010-11, 2013-14, 2018-19 0                                                                                         |
| 2    | 아틀레틱 빌바오       | 24   | 16     | 40        | 1902-03, 1903-04, 1909-10, 1910-11, 1913-14, 1914-15, 1915-16, 1920-21, 1922-23, 1929-30, 1930-31, 1931-32, 1932-33, 1942-43, 1943-44, 1944-45, 1949-50, 1954-55, 1955-56, 1957-58, 1968-69, 1972-73, 1983-84, 2023-24                                                                         | 1904-05, 1905-06, 1912-13, 1919-20, 1941-42, 1948-49, 1952-53, 1965-66, 1966-67, 1976-77, 1984-85, 2008-09, 2011-12, 2014-15, 2019-20, 2020-21 0                                            |
| 3    | 레알 마드리드         | 20   | 21     | 41        | 1904-05, 1905-06, 1906-07, 1907-08, 1916-17, 1933-34, 1935-36, 1945-46, 1946-47, 1961-62, 1969-70, 1973-74, 1974-75, 1979-80, 1981-82, 1988-89, 1992-93, 2010-11, 2013-14, 2022-23 | 1902-03, 1915-16, 1917-18, 1923-24, 1928-29, 1929-30, 1932-33, 1939-40, 1942-43, 1957-58, 1959-60, 1960-61, 1967-68, 1978-79, 1982-83, 1989-90, 1991-92, 2001-02, 2003-04, 2012-13, 2024-25 |
| 4    | 아틀레티코 마드리드   | 10   | 9      | 19        | 1959-60, 1960-61, 1964-65, 1971-72, 1975-76, 1984-85, 1990-91, 1991-92, 1995-96, 2012-13 | 1920-21, 1925-26, 1955-56, 1963-64, 1974-75, 1986-87, 1998-99, 1999-2000, 2009-10 |
| 5    | 발렌시아-             | 8    | 10     | 18        | 1940-41, 1948-49, 1953-54, 1966-67, 1978-79, 1998-99, 2007-08, 2018-19 | 1933-34, 1943-44, 1944-45, 1945-46, 1951-52, 1969-70, 1970-71, 1971-72, 1994-95, 2021-22 |
| 6    | 사라고사              | 6    | 5      | 11        | 1963-64, 1965-66, 1985-86, 1993-94, 2000-01, 2003-04 | 1962-63, 1964-65, 1975-76, 1992-93, 2005-06 |
| 7    | 세비야                | 5    | 4      | 9         | 1934-35, 1939, 1947-48, 2006-07, 2009-10 | 1954-55, 1961-62, 2015-16, 2017-18 |
| 8    | 에스파뇰              | 4    | 5      | 9         | 1928-29, 1939-40, 1999-2000, 2005-06 | 1910-11, 1914-15, 1940-41, 1946-47, 1956-57 |
| 8    | 레알 우니온 ‡         | 4    | 1      | 5         | 1912-13, 1917-18, 1923-24, 1926-27 | 1921-22 |
| 10   | 레알 소시에다드       | 3    | 5      | 8         | 1908-09, 1986-87, 2019-20 | 1909-10, 1912-13, 1927-28, 1950-51, 1987-88 |
| 10   | 베티스                | 3    | 2      | 5         | 1976-77, 2004-05, 2021-22 | 1930-31, 1996-97 |
| 12   | 데포르티보            | 2    | –      | 2         | 1994-95, 2001-02 | – |
| 13   | 아레나스 게초         | 1    | 3      | 4         | 1918-19 | 1916-17, 1924-25, 1926-27 |
| 13   | 마요르카              | 1    | 3      | 4         | 2002-03 | 1990-91, 1997-98, 2023-24 |
| 15   | 에스파뇰 마드리드     | –    | 3      | 3         | – | 1903-04, 1908-09, 1909-10 |
| 15   | 셀타 비고             | –    | 3      | 3         | – | 1947-48, 1993-94, 2000-01 |
| 15   | 스포르팅 히혼         | –    | 2      | 2         | – | 1980-81, 1981-82 |
| 15   | 바야돌리드            | –    | 2      | 2         | – | 1949-50, 1988-89 |
| 15   | 오사수나              | –    | 2      | 2         | – | 2004-05, 2022-23 |
| 15   | 헤타페                | –    | 2      | 2         | – | 2006-07, 2007-08 |
| 15   | 비스카야 빌바오       | –    | 1      | 1         | – | 1906-07 |
| 15   | 레알 비고 스포르팅    | –    | 1      | 1         | – | 1907-08 |
| 15   | 소시에다드 힘나스티카 | –    | 1      | 1         | – | 1911-12 |
| 15   | 에스파냐 바르셀로나   | –    | 1      | 1         | – | 1913-14 |
| 15   | 에우로파              | –    | 1      | 1         | – | 1922-23 |
| 15   | 사바델                | –    | 1      | 1         | – | 1934-35 |
| 15   | 라싱 페롤             | –    | 1      | 1         | – | 1939 |
| 15   | 그라나다              | –    | 1      | 1         | – | 1958-59 |
| 15   | 엘체                  | –    | 1      | 1         | – | 1968-69 |
| 15   | 카스테욘              | –    | 1      | 1         | – | 1972-73 |
| 15   | 라스 팔마스           | –    | 1      | 1         | – | 1977-78 |
| 15   | 카스티야 ‡‡           | –    | 1      | 1         | – | 1979-80 |
| 15   | 레크레아티보          | –    | 1      | 1         | – | 2002-03 |
| 15   | 알라베스              | –    | 1      | 1         | – | 2016-17 |

‡ 1913년 라싱 이룬의 우승 포함하는데, 이는 이룬 체육단과 1915년에 통합하여 레알 우니온이 되었기 때문이다. 

‡‡ 레알 마드리드의 2군. 2군 선수단은 1990-91 시즌부터 참가할 수 없게 되었다. 

‡‡‡ 아틀레틱 빌바오의 우승 횟수는 논쟁중이다. 1902년에 비스카야가 우승했는데, 이 선수단은 아틀레틱 빌바오와 빌바오 축구단의 선수로 구성되어 있었다. 1903년에는 두 구단이 통합하여 오늘날의 아틀레틱 빌바오가 되었다. 1902년에 획득한 트로피는 현재 아틀레틱의 박물관에 보관중이며, 자신의 수상 명단 맨 위쪽에 기록되어 있다.

## 득점 순위
굵은 글씨는 현역 선수를 나타낸다.
| 순위 | 국적                             | 이름                       | 포지션 | 연도      | 클럽                                               | 합계 |
| ---- | -------------------------------- | -------------------------- | ------ | --------- | -------------------------------------------------- | ---- |
| 1    | 스페인                           | 텔모 사라                  | FW     | 1939–1957 | 아틀레틱 빌바오 (81)                               | 81   |
| 2    | 스페인                           | 주제프 사미티에르          | MF     | 1919–1934 | 바르셀로나 (64), 레알 마드리드 (5)                 | 69   |
| 3    | 스페인                           | 기예르모 고로스티사        | FW     | 1928–1946 | 라싱 페롤 (3), 아틀레틱 빌바오 (37), 발렌시아 (24) | 64   |
| 4    | 스페인                           | 에드문도 수아레스          | FW     | 1939–1950 | 발렌시아 (55)                                      | 55   |
| 5    | 아르헨티나                       | 리오넬 메시                | FW     | 2004–     | 바르셀로나 (53)                                    | 53   |
| 6    | 스페인                           | 키니                       | FW     | 1968–1987 | 스포르팅 히혼 (36), 바르셀로나 (14)                | 50   |
| 7    | 헝가리 · 스페인                  | 푸슈카시 페렌츠            | FW     | 1958–1966 | 레알 마드리드 (49)                                 | 49   |
| 7    | 체코슬로바키아 · 헝가리 · 스페인 | 쿠벌러 라슬로              | FW     | 1951–1965 | 바르셀로나 (49)                                    | 49   |
| 9    | 스페인                           | 산티야나                   | FW     | 1970–1988 | 레알 마드리드 (48)                                 | 48   |
| 10   | 스페인                           | 세사르 로드리게스 알바레스 | FW     | 1939–1960 | 그라나다 (3), 바르셀로나 (36), 엘체 (8)            | 47   |

## 같이 보기
- 코파 페데라시온

## 참고
1. ↑  정식 발음은 스페인어:  kampeoˈnato ðe esˈpaɲa-ˈkopa ðe su maxesˈtað el ˈrej[*]이며 "캄페오나토 데 에스파냐-코파 데 수 마헤스타드 엘 레이"로 읽는다
2. ↑  정식 발음은 스페인어:  ˈkopa ðel ˈrej[*]이며 "코파 델 레이"로 읽는다
3. ↑  정식 발음은 스페인어:  la ˈkopa[*]이며 "라 코파"로 읽는다
4. 1 2  스페인의 코로나19 범유행에 따른 무관중 진행.

### 결승전 참고
A. ^  결승전에 오르는 과정에서 에스파뇰 마드리드는 다른 경기를 끝마치지 않았는데, 이는 아틀레틱 빌바오가 탄원서를 넣는 데에 이르렀다. 이 문제를 마주하고 해결할 수 없게 되자, 마드리드 협회는 전 시즌 우승 구단 아틀레틱의 우승을 인정하였다.
B. ^ 산 세바스티안 사이클링 클럽(Club Ciclista de San Sebastián)의 명칭으로 출전하였다.
C. ^ 바스코니아 산 세바스티안(Vasconia de San Sebastián)의 명칭으로 출전하였다.
D. ^  흔치 않게 결승전 단판 승부가 아닌 세 구단이 한 조로서 경기를 치렀는데, 아틀레틱 빌바오가 바스코니아와의 경기에서 이기기 하루 전에 마드리드 축구단을 2-0으로 이겼고, 그에 따라 바스크 구단들 간의 경기가 우승 구단을 결정하였다. (바스코니아는 이튿날에 마드리드 축구단을 상대해 2-0으로 이기고 조경기를 모두 마쳤다)
E. ^  하루 전에 치른 본경기는 연장전 끝에 2-2로 종료되었다.
F. ^  본래 1, 2차전으로 나누어서 치름. 1주일 전에 치른 1차전은 2-2로 종료되었다. 그리고 엿세 전에 치른 2차전은 0-0으로 종료되었다.
G. ^  이틀 전에 치른 본경기는 연장전 끝에 0-0으로 종료되었다.
H. ^  본경기와 첫 경기가 모두 연장전 끝에 1-1로 종료되었다. 두 경기는 두 번째 재경기는 첫 재경기로부터 한 달 뒤에 치렀다.
I. ^  레알 마드리드가 승부차기에서 4–3으로 이겼다.
J. ^  베티스가 승부차기에서 8–7로 이겼다.
K. ^  레알 소시에다드가 승부차기에서 4–2로 이겼다.
L. ^  사라고사가 승부차기에서 5–4로 이겼다.
M. ^  경기는 79분에 폭우와 우박으로 중단되었고, 사흘 뒤에 재개되었다.
N. ^  바르셀로나가 승부차기에서 5–4로 이겼다.
O. ^  베티스가 승부차기에서 5–4로 이겼다.
P. ^  아틀레틱 빌바오가 승부차기에서 4–2로 이겼다.